# Pozo Azul (Misiones)
Pozo Azul es una localidad y municipio de Argentina ubicado en el departamento San Pedro de la provincia de Misiones. Fue convertida en municipio el 12 de octubre de 2017.

## Localización

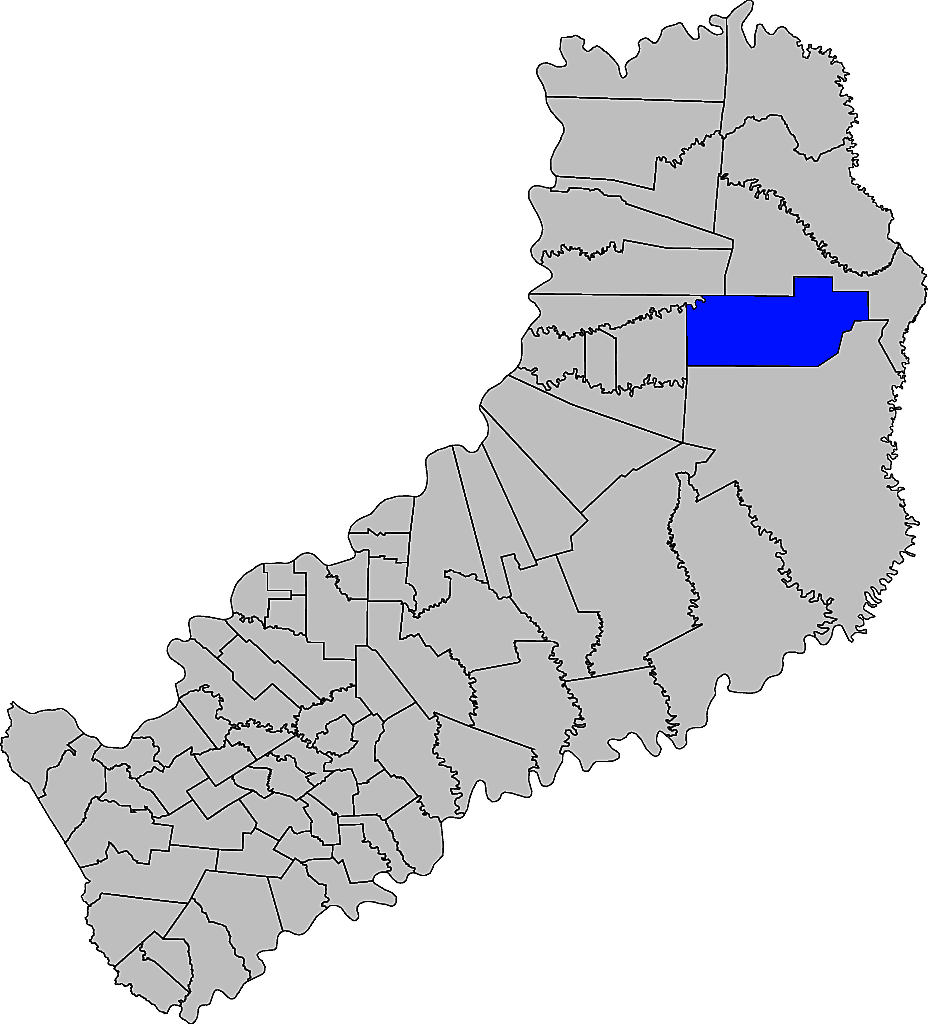
Pozo Azul en el mapa de la provincia de Misiones

La localidad de Pozo Azul se encuentra en la intersección de la Ruta Provincial 17 y la Ruta Provincial 20.

## Superficie
El municipio de Pozo Azul tiene una superficie total de 90 832 hectáreas.

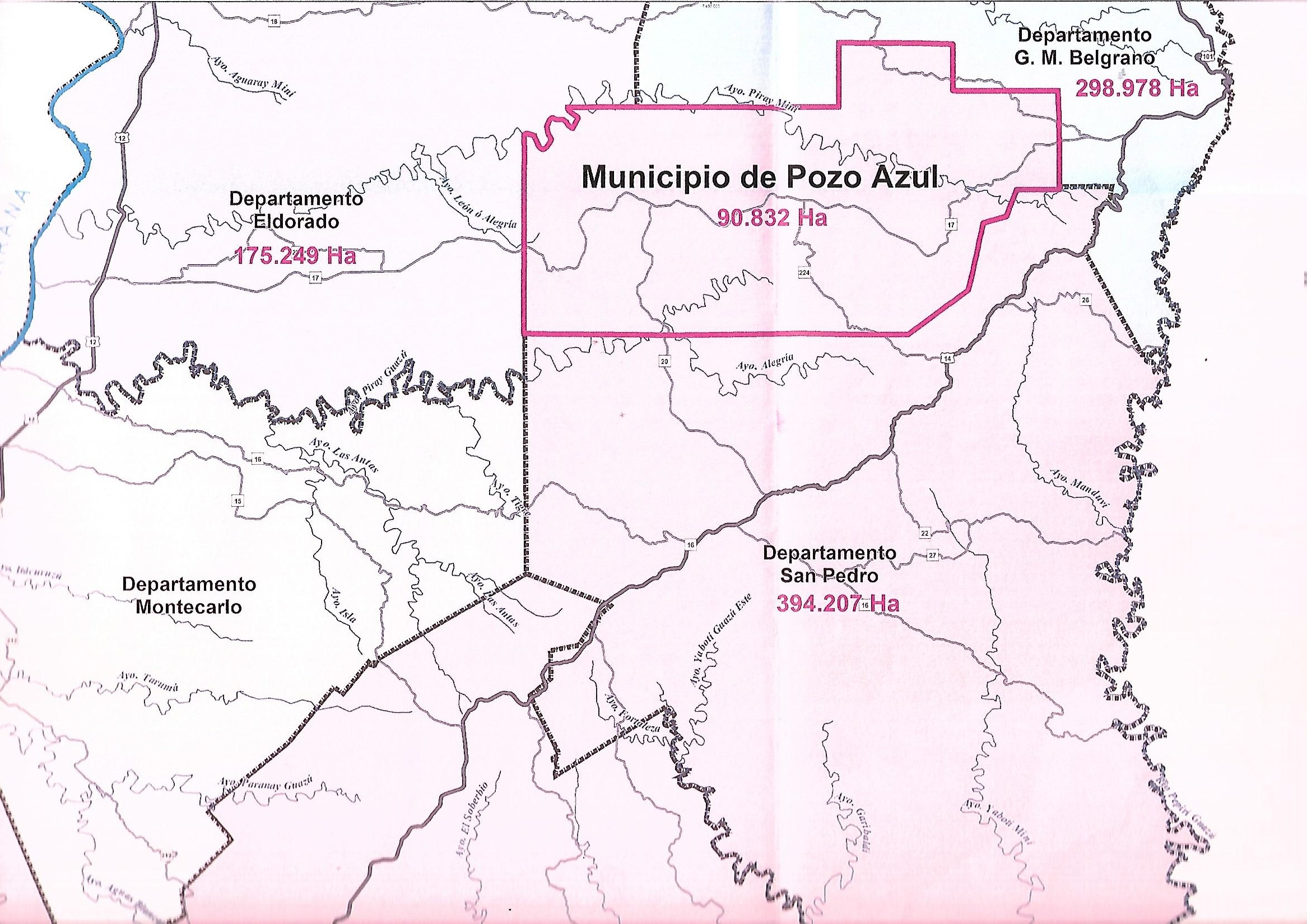
Mapa del municipio de Pozo Azul

## Escudo
El escudo propuesto para Pozo Azul, aún no oficial, significa:
- Saludo y cruz: el saludo con una cruz en su parte superior indica la unión entre blancos y aborígenes, así como también entre religiones.
- 2017: año de creación del municipio.
- Mapa: el mapa de Misiones con la ubicación del municipio de Pozo Azul.
- Portón: el portón simboliza la antigua zona de obraje.
- La imagen en la parte inferior del escudo simboliza la zona de serranías, con rutas de curvas pronunciadas.
- Bandera de Argentina a la izquierda.
- Bandera de Misiones a la derecha.

## Origen del nombre
Existen diferentes versiones que indican que el nombre surge de un lago con agua muy clara que servía de lugar de descanso para los troperos y donde existió la presencia de minas de piedras preciosas, entre ellas algunas de color azul, que dieron origen al nombre del paraje.

## Historia
No hay una fecha concreta de fundación de Pozo Azul. En 1990, con el asfalto de la Ruta Provincial 17, el paraje experimentó un gran crecimiento demográfico y fue instalada la primera escuela primaria de la colonia: la escuela n.º 759.
Desde el 12 de octubre de 2017 es la cabecera administrativa del municipio de Pozo Azul, cuando el municipio fue separado del de San Pedro.

## Servicios e infraestructura
Cuenta con tres escuelas primarias y una secundaria: el CEP N.º 40. Posee una comisaría policial, un juzgado de paz de 2.ª categoría, una sala de primeros auxilios y un cajero automático. También existe en el lugar una estación de servicio de energía eléctrica de EMSA y una cooperativa de Agro y Servicios.

## Galería de imágenes

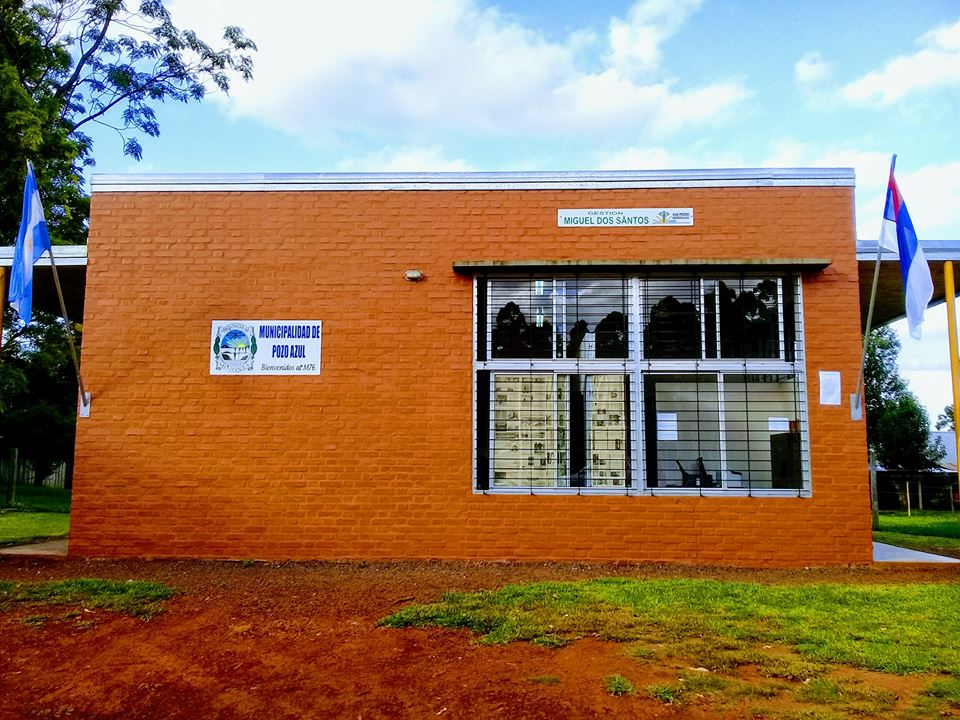
Sede municipal
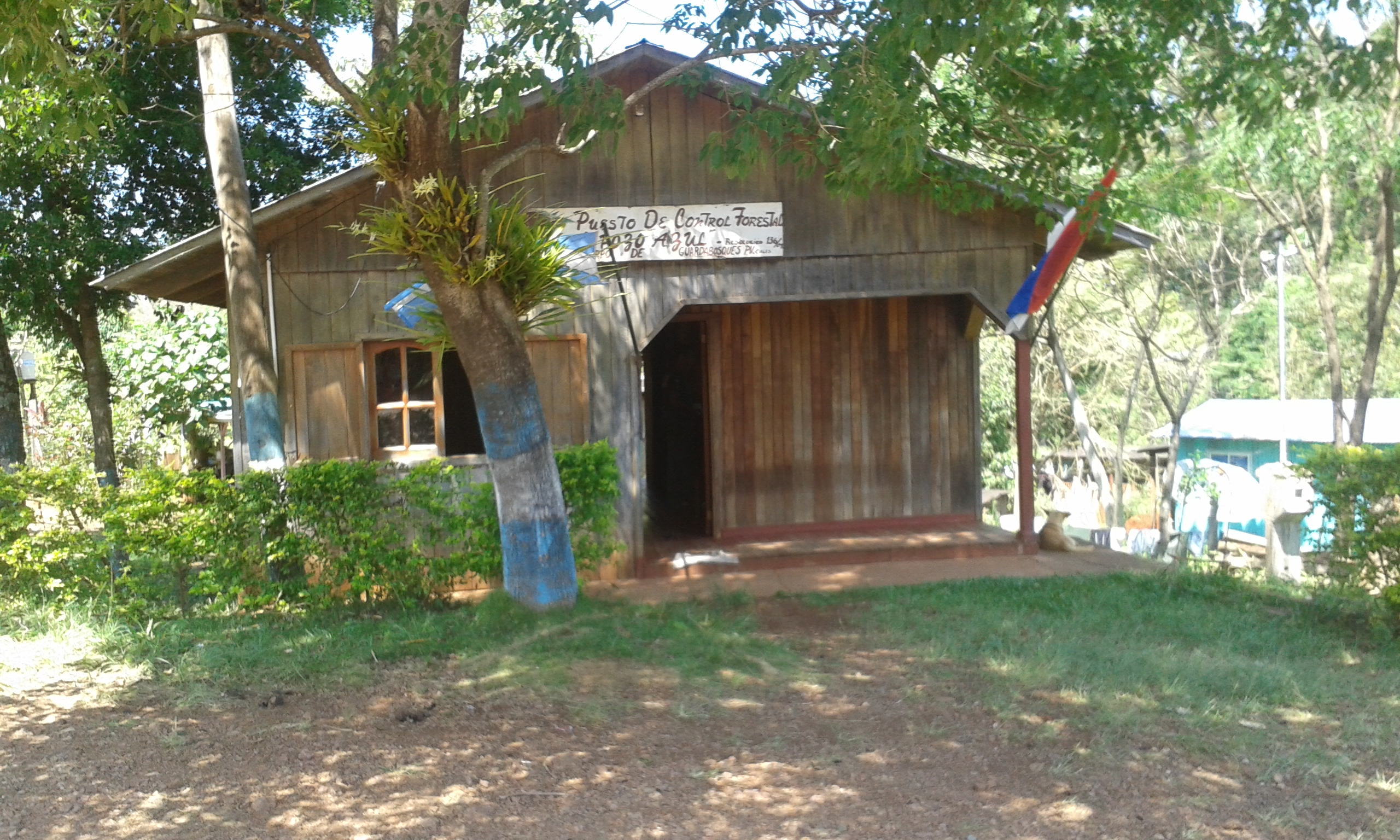
Puesto de control forestal
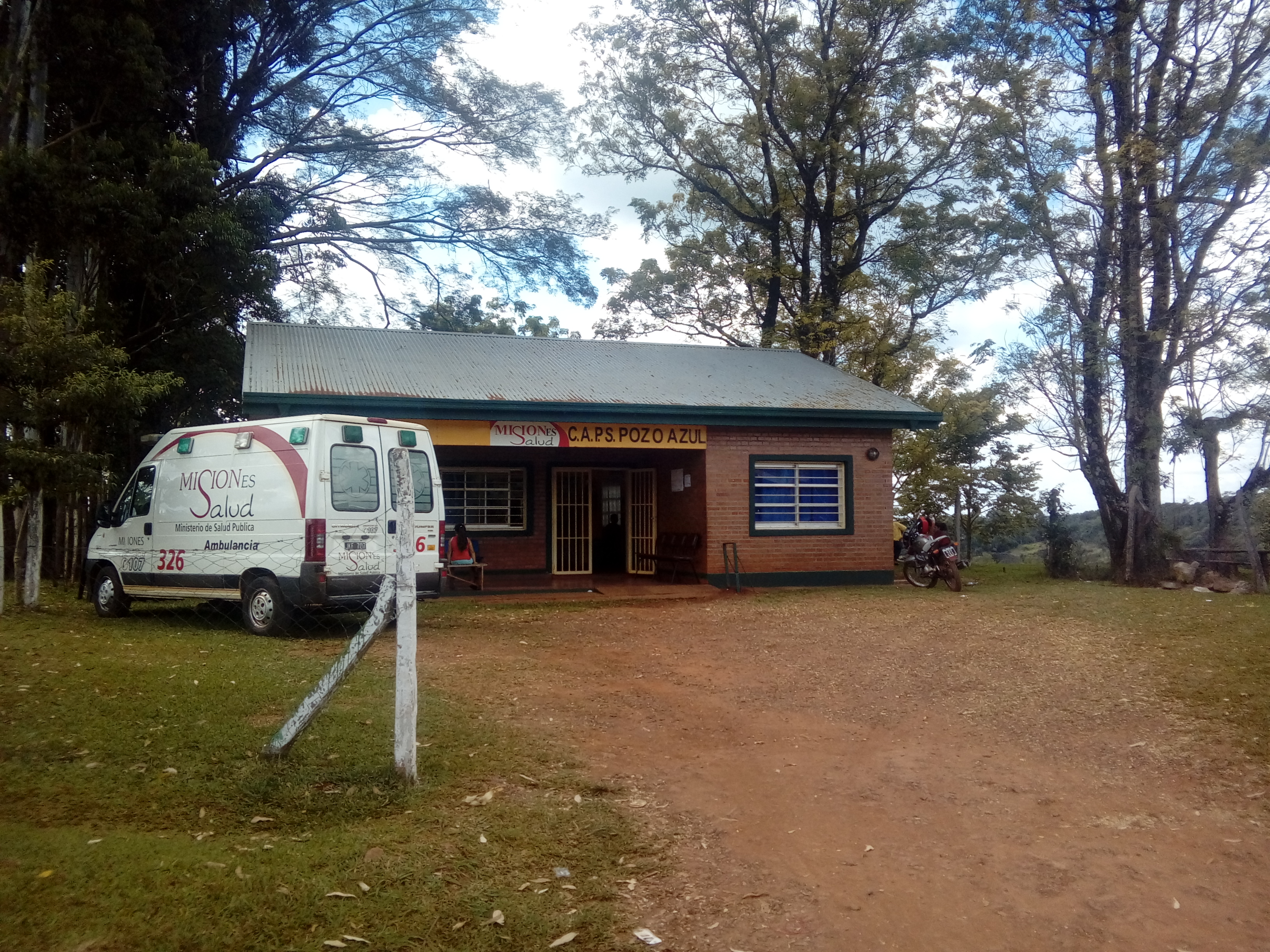
Centro de salud
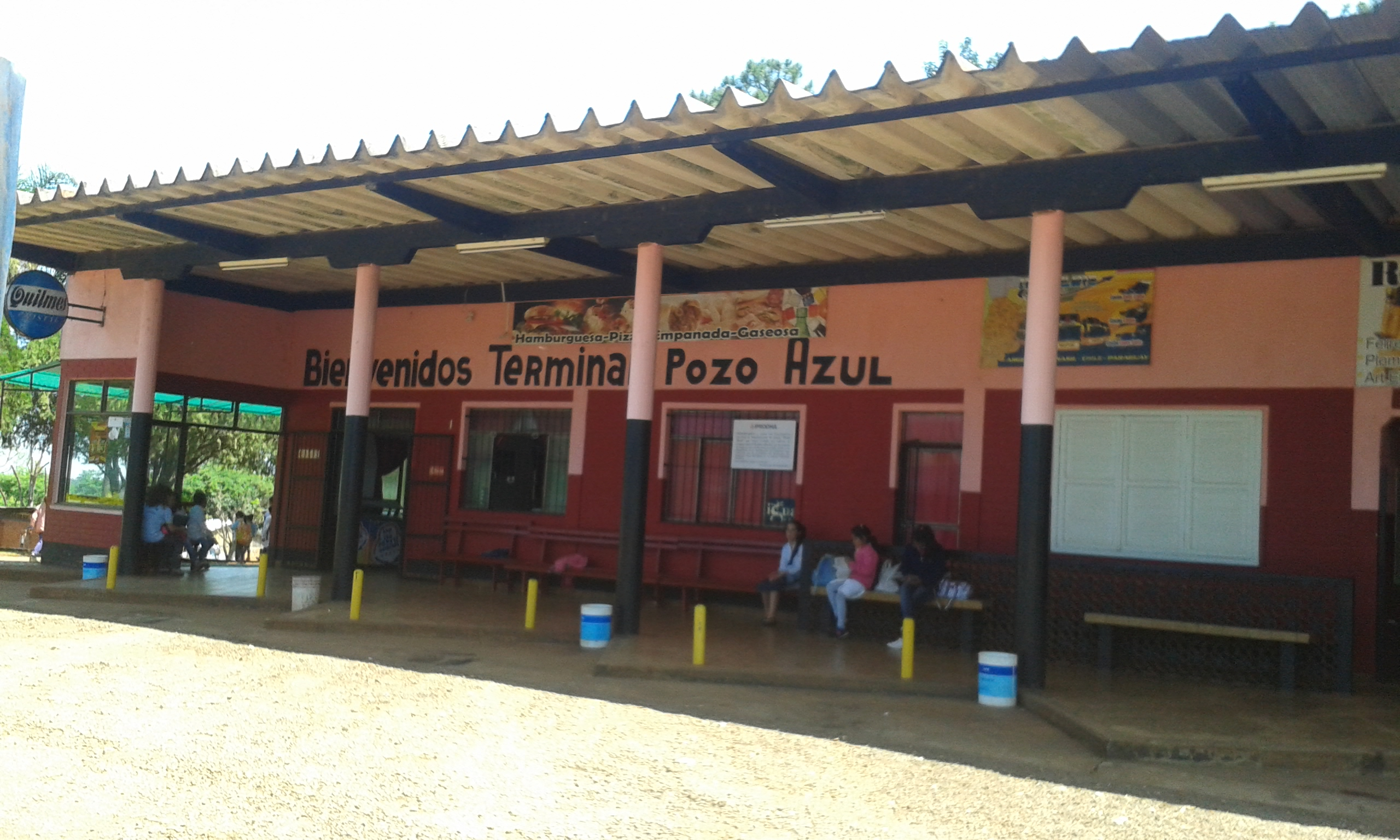
Terminal de ómnibus
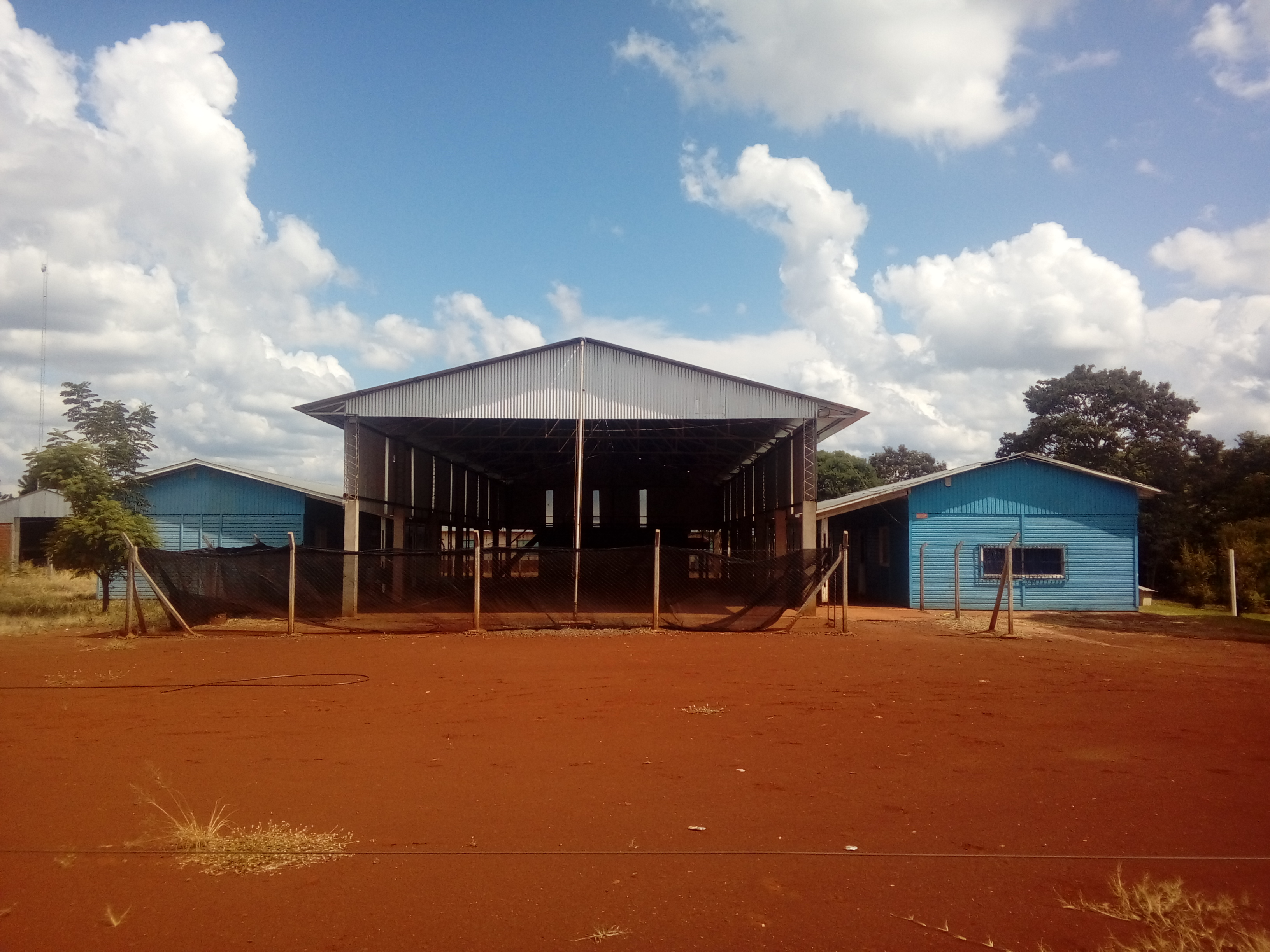
C.E.P. N.º 40
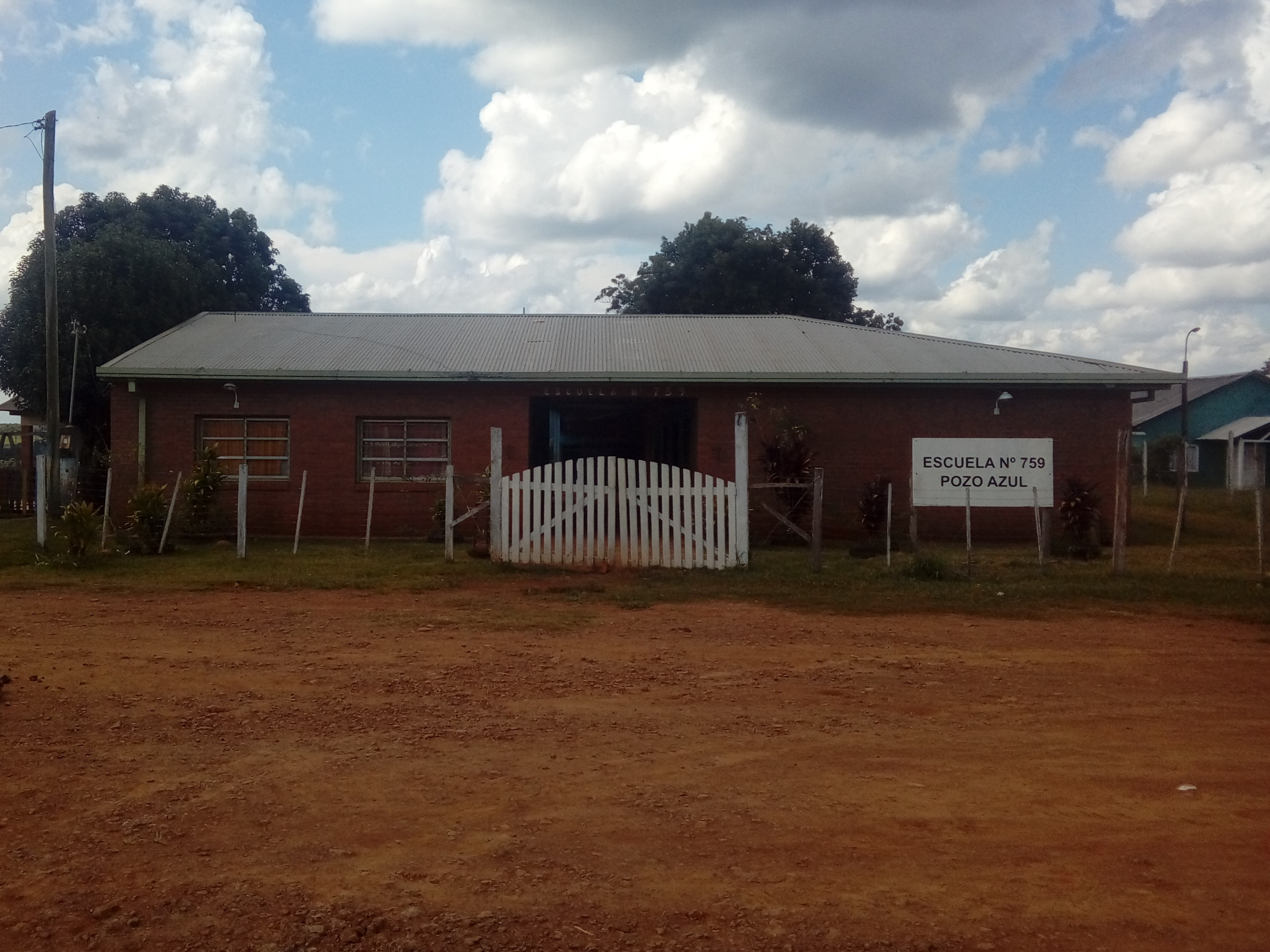
Escuela N.º 759
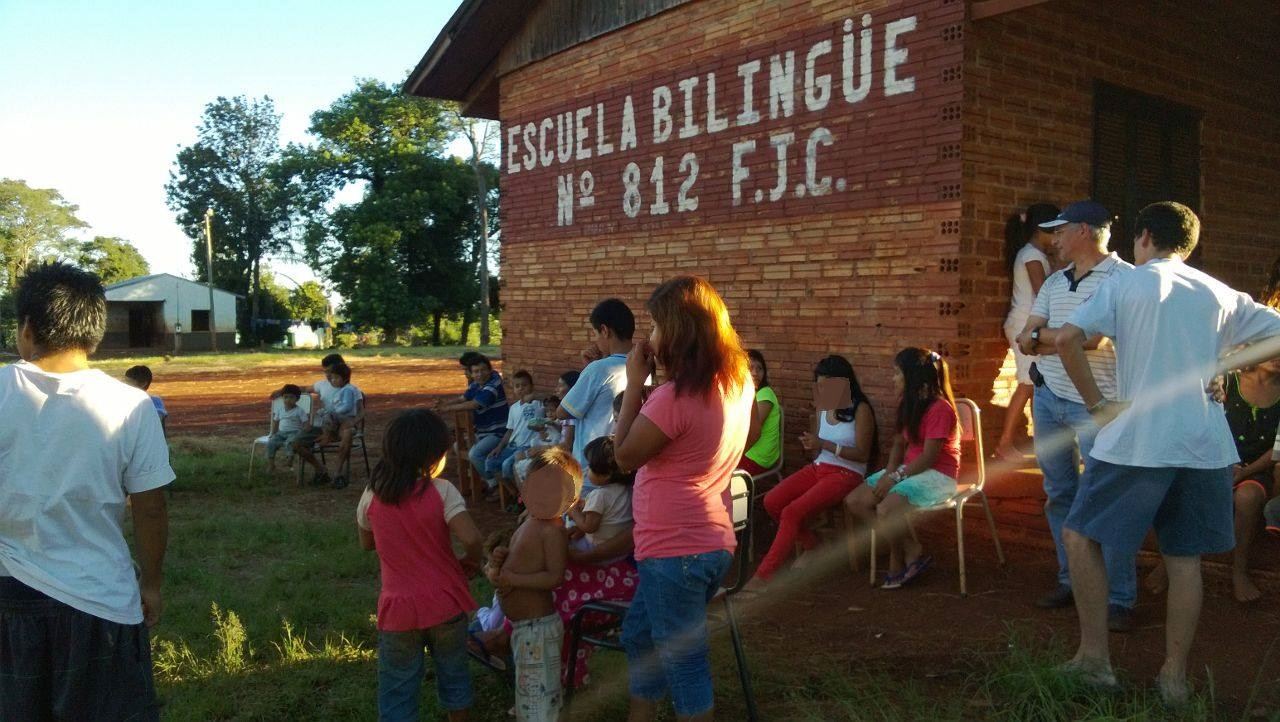
Escuela Bilingüe n.º 812
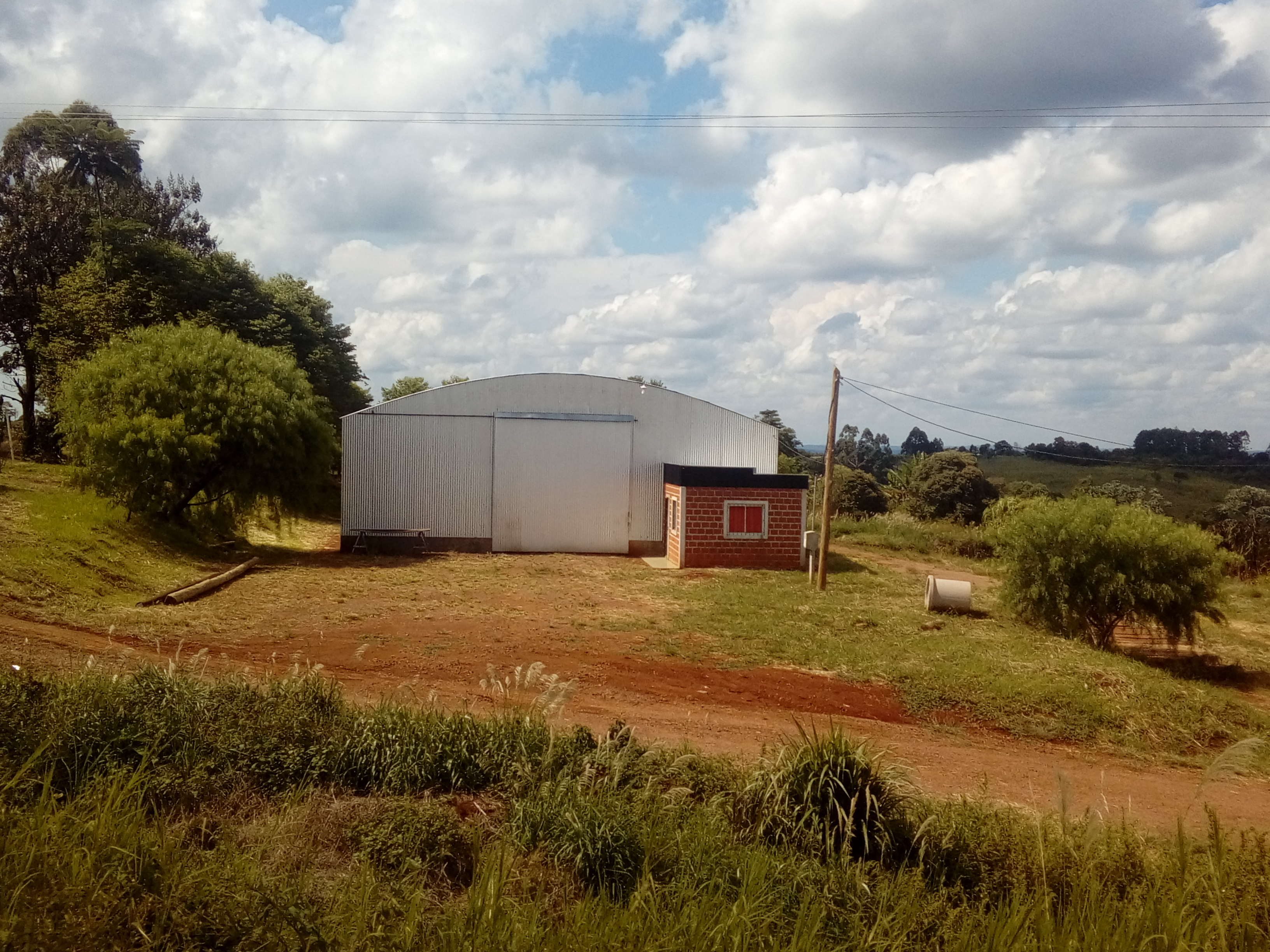
Cooperativa Agrícola, Ganadera y de Servicios Azul Limitada
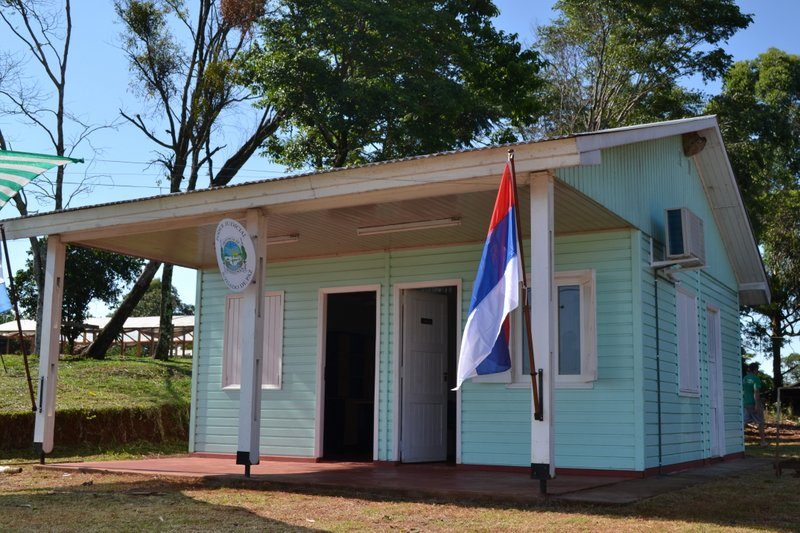
Juzgado de Paz
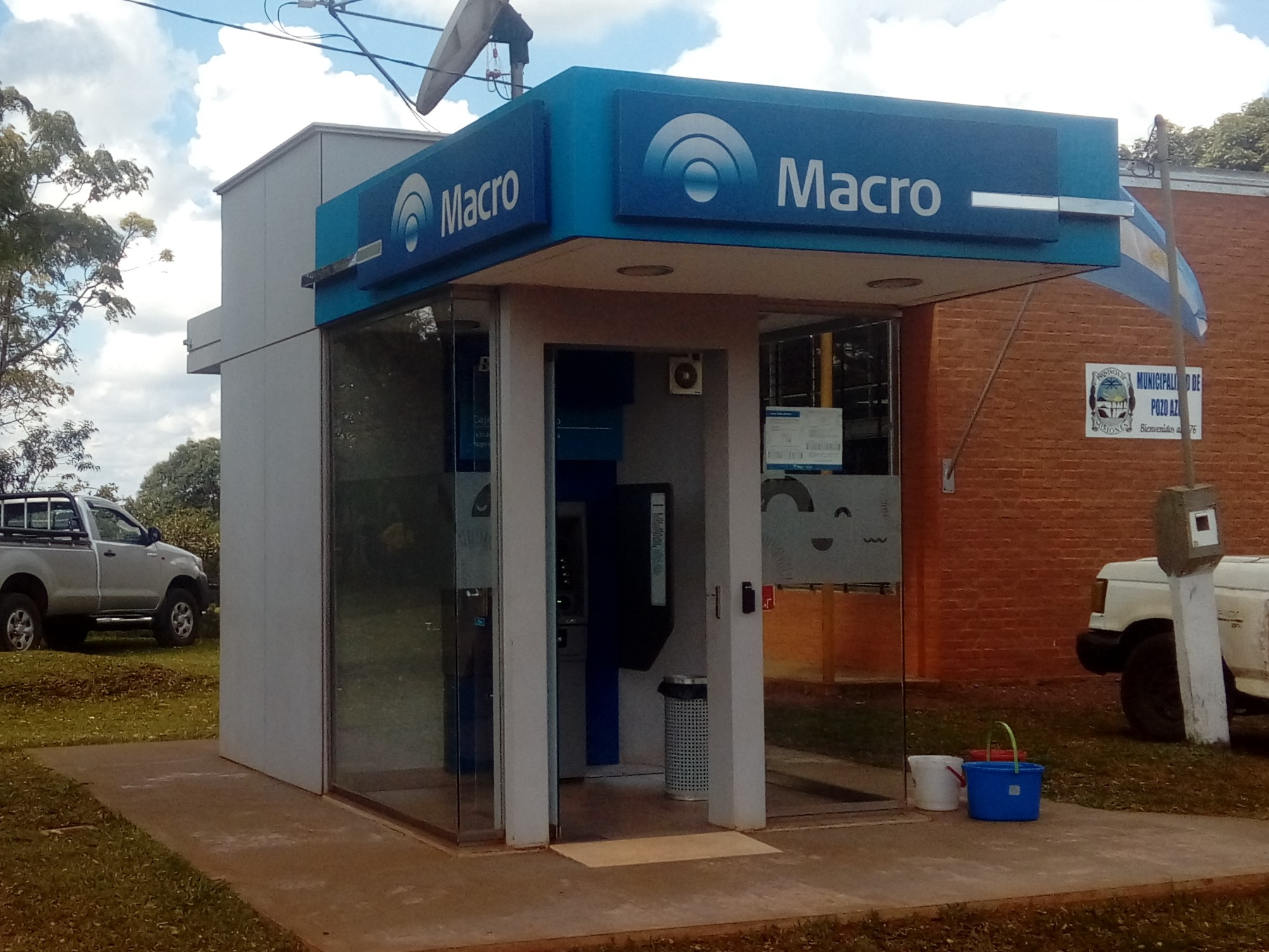
Cajero automático